# Équipollence des normes
L'équipollence des normes est un principe juridique d'organisation d'un État selon lequel il n'y a pas de hiérarchie des normes en faveur d'un niveau de pouvoir sur un autre. L'application de ce principe dans le cadre de l'état de droit implique la mise en place de compétences exclusives et de mécanismes permettant d'éviter les conflits de compétence et d’intérêts entre les deux niveaux de pouvoir. Dans les faits, la Belgique présente le seul cas où l'équipollence des normes est en vigueur entre entités fédérées (Régions et Communautés) et État fédéral.

## Belgique
La démarche du fédéralisme belge a consisté à imbriquer les Régions et les Communautés aux institutions existantes, soit l'ancien État unitaire belge, ce qui consacrait trois pôles entre lesquels les compétences furent distribuées, conformément à la double logique de l'équipollence des normes et le principe des compétences exclusives. Selon Charles-Étienne Lagasse, « on peut considérer ces échelons comme équivalents ou équipollents, parce qu'il n'existe entre eux aucun lien de subordination. Chacun reçoit un certain nombre de compétences matérielles, pour lesquelles des organes législatifs, exécutifs et administratifs exercent leur mission à titre exclusif pour une matière ou un territoire donné. ». On notera toutefois que les compétences respectives des Communautés, Régions et État fédéral ont été fixées par la constitution et les lois fédérales, et que l'État fédéral a conservé certaines compétences exceptionnelles.
La paternité de cette disposition est notamment attribuée à Jean-Maurice Dehousse. L'équipollence des normes a été voulue par les fédéralistes wallons et cette équipollence n'existe pas en Suisse. Le « problème » qu'ils avaient à résoudre était d'échapper à un État où ils n'avaient jamais eu la majorité numérique, et où une prééminence du fédéral aurait pu remettre en cause l'autonomie gagnée. Ainsi, les textes sont nombreux où des dirigeants wallons se réjouissent de cette disposition comme Philippe Suinen.
Les fédéralistes européens signalent une disposition différente dans le cadre de l'Union européenne en l'opposant au système belge, pour déclarer que l'Europe est une organisation politique de type fédéral (par contraste donc avec la Belgique, c'est ce que dit implicitement cet avis). C'est le cas de Michele Ciavarini Azzi, président de l'UEF, qui écrit : « Au niveau européen, conformément à la jurisprudence de la Cour de Justice Européenne, le droit communautaire prime sur le droit des États alors qu’il y a souvent équipollence des normes au sein d’un État fédéral. En Belgique par exemple, la loi (nationale) et le décret (régional ou communautaire) sont sur un pied d’égalité. Il faut aussi rappeler que la Cour de Luxembourg incarne non seulement les fonctions de juridiction internationale, mais qu'elle est aussi la garante de l’unité d’interprétation du droit communautaire (comme les Cours de Cassation dans la plupart des États), de la légalité des règlements (comme le Conseil d’État en Belgique), et du respect de la Constitution par les législateurs (Cours Constitutionnelles). ».
C'est cette double particularité de l'équipollence des normes et des compétences exclusives qui avait amené en 1984 trois professeurs d'université, MM. Quévit, Tollet et Deschamps, à proposer que la Belgique devienne un État confédéral. Ils faisaient valoir que l'État belge était déjà partiellement confédéral en raison justement du principe de l'équipollence des normes sur lequel un parlementaire et ministre important comme Phillippe Moureaux s'est exprimé clairement en 2001.

## FranceetCorse
Philippe Moureaux relevait, lors d'une intervention au Sénat sur le sujet, le fait que dans le cadre du débat en France relatif à l'avenir de la Corse, une part importante du débat porte sur la question de savoir si l'on peut attribuer à une assemblée corse l'équipollence de normes.
En effet, le Conseil constitutionnel s'est opposé à l'octroi de pouvoirs législatifs à la Corse au nom de l'indivisibilité de la République.

## Limite de l'équipollence des normes
Le principe de l'équipollence des normes a été critiqué récemment[Quand ?] en Belgique. 
Ce principe a en effet été introduit en Belgique pour la première fois à grande échelle et sans prévoir de mécanisme de règlement des conflits autre que la négociation entre entités. 
Les conflits de compétence sont théoriquement exclus parce que les compétences au niveau fédéral, régional et communautaire sont supposées être exclusives, mais on s'est rapidement aperçu du fait que cela n'était qu’une vision théorique qui ne considérait pas les dossiers recouvrant des compétences multiples. À ces conflits de compétences trans-entités s’ajoutent les conflits d’intérêts entre entités pour lesquels il n’existe pas de solution d'arbitrage.
Ces problèmes se sont pour la dernière fois manifesté dans le cadre du dossier de l'aéroport de Zaventem, aéroport établi sur territoire flamand, mais dont la plupart des décollages et atterrissages s'effectuent à basse altitude au-dessus de la région Bruxelles-Capitale, où chaque entité avait édicté ses propres normes (de bruit et autres) pour le survol des avions. Ces  normes sont à ce point conflictuelles, sans qu'une entité ait dépassé ses compétences, que diverses décisions de justice opposées furent prises sur la base de ces normes. Les problèmes soulevés par ces conflits de norme ne peuvent, sous le régime de l'équipollence des normes, et en l'absence de mécanisme de règlement des conflits, les entités fédérées concernées tentèrent de négocier une solution sans aboutir. Cette question est juridiquement, politiquement, institutionnellement épineuse[réf. nécessaire].
Pour Pierre-Yves Monette, l'équipollence des normes en plus de rendre défaillant tout arbitrage politique entre les différents gouvernements renforce « le caractère dual et querelleur du fédéralisme à la Belge  ». Il préconise de passer à la prédominance du fédéral sur les Régions et les Communautés en supprimant l'équipollence.

## Accords de coopération obligatoires et confédéralisme
Dans un certain nombre de domaines, la loi spéciale (c'est-à-dire une loi votée au parlement fédéral, mais qui de fait demande l'accord de majorités parlementaires supérieures à celles des révisions constitutionnelles – soit la majorité des 2/3, mais aussi la majorité dans chaque communauté de langue), oblige tant les Régions entre elles, que les Communautés entre elles, ou l'État fédéral et
les Régions à coopérer étroitement.  Pour les Régions, par exemple, en ce qui concerne les routes qui sont trans-régionales ou les nappes phréatiques etc. Pour l'État fédéral et les Régions, l'application des règles européennes en ce qui concerne les accidents d'activités industrielles), l'emploi de travailleurs étrangers, l'échange d'informations en matière de fiscalités, le commerce extérieur, etc. Paradoxalement le fédéralisme belge organise une grande « indépendance » des entités, mais les contraint à collaborer. Ceci amène un constitutionnaliste comme C.E. Lagasse à parler à ce sujet de système  confédéral, au moins sur deux matières. Il y a  la coordination des politiques de commerce extérieur : on peut voir dans la loi obligeant les Régions à collaborer une invitation faite aux parties contractantes de décréter la norme en ce domaine. Ou aussi sur le partage du Jardin botanique national de Belgique : l'accord entre Communautés sur le partage de cette institution conditionnait la décision de l'État fédéral de se dépouiller du contrôle de cette institution. Lagasse ajoute : le confédéralisme n'est pas loin. 
On  a pu exprimer les aspects en apparence contradictoires  et parfois paradoxaux de ce système de cette façon : l'espace public  belge a produit un fédéralisme singulier, mais rempli de traits confédéraux comme l'absence de primauté de la norme fédérale, l'action internationale des entités fédérées, le recours à des compétences attribuées et exclusives etc. Si ce système présente bien la complexité propre aux régimes fédéraux, il est fermement cadenassé par le recours permanent au consensus entre ses entités. Ce qui permet concrètement à celles-ci de gérer, dans leur cadre territorial respectif, leurs compétences avec une autonomie et une liberté quasi totales.